# Ardon (Valais)
Pour les articles homonymes, voir Ardon.
Ardon est une commune suisse du canton du Valais, située dans le district de Conthey.

## Géographie

Photo aérienne historique de Werner Friedli de 1949

Le territoire d'Ardon s'étend sur 20,35 km2. Lors du relevé de 2013-2018, les surfaces d'habitations et d'infrastructures représentaient 7,6 % de sa superficie, les surfaces agricoles 19,1 %, les surfaces boisées 31,4 % et les surfaces improductives 41,8 %.
Ardon était situé originellement sur les premières pentes du Haut de Cry, au pied du coteau d'Isière, à l'abri de la plaine du Rhône et de ses inondations. À la suite des travaux de correction du Rhône (XIXe siècle), la plaine est assainie. Le village s'étend sur celle-ci. La Lizerne descend des Diablerets et passe à l'ouest du village. Son cours a été endigué pendant les travaux de correction du Rhône.
Le village comprend entre autres une école (centre de Cordée), une crèche, une maison des jeunes et une mairie. L'école compte environ 300 élèves.

## Toponymie
Le nom de la commune est formé des mots celtiques are (près de) et du substantif dun- (colline, fortification) et signifie « près du château ».
La commune se nomme Arde en patois valaisan.
Son ancien nom allemand est Arden.

## Population et société

### Gentilé et surnom
Les habitants de la commune se nomment les Ardonains, ou Ardonnins (Ardonintzes ou Ardonnindzes au féminin).
Ils sont surnommés lé Peca-Dzoté, soit les mangeurs de côtes de bette en patois valaisan.

### Démographie

#### Évolution de la population
Ardon compte 3 564 habitants au 31 décembre 2022 pour une densité de population de 175 hab/km2. Sur la période 2010-2019, sa population a augmenté de 23,1 % (canton : 10,5 % ; Suisse : 9,4 %).  

#### Pyramide des âges
En 2020, le taux de personnes de moins de 30 ans s'élève à 36,7 %, au-dessus de la valeur cantonale (31,7 %). Le taux de personnes de plus de 60 ans est quant à lui de 19,4 %, alors qu'il est de 26,6 % au niveau cantonal.
La même année, la commune compte 1 718 hommes pour 1 661 femmes, soit un taux de 50,8 % d'hommes, supérieur à celui du canton (49,6 %).
| Hommes | Classe d’âge | Femmes |
| ------ | ------------ | ------ |
| 0,1    | 90 ans ou +  | 0,7    |
| 5,5    | 75 à 89 ans  | 7,4    |
| 11,7   | 60 à 74 ans  | 13,3   |
| 22,5   | 45 à 59 ans  | 21,6   |
| 21,8   | 30 à 44 ans  | 22,2   |
| 20,0   | 15 à 29 ans  | 17,9   |
| 18,5   | - de 14 ans  | 16,9   |

| Hommes | Classe d’âge | Femmes |
| ------ | ------------ | ------ |
| 0,5    | 90 ans ou +  | 1,2    |
| 7,5    | 75 à 89 ans  | 9,4    |
| 16,8   | 60 à 74 ans  | 17,7   |
| 22,2   | 45 à 59 ans  | 21,7   |
| 20,3   | 30 à 44 ans  | 19,4   |
| 17,7   | 15 à 29 ans  | 16,6   |
| 14,9   | - de 14 ans  | 14,1   |

## Culture et patrimoine

### Monuments et curiosités
- Des vestiges gallo-romains : de nombreux vestiges sont découverts au XIXe siècle sur le coteau et dans le verger de la cure. Oubliés au cours de la première moitié du XXe siècle, la rénovation de l'église en 1959 permet de les redécouvrir et surtout de mettre au jour une succession d'édifices pré-chrétiens et chrétiens. La mise en valeur de ce passé date de 1996, avec l'aménagement sous l'église paroissiale des vestiges du IIIe au XIe siècle de notre ère.
- L'église paroissiale Saint-Jean est un édifice néo-gothique construit en 1892 par Émile Vuilloud sur l'emplacement de vestiges plus anciens. Le clocher-porche de style gothique date de 1525 et est attribué à Ulrich Ruffiner. En 1959-60, les fouilles encore visibles ont permis la découverte des vestiges des sanctuaires qui ont précédé l'église actuelle et dont le plus ancien remonte au Ve ou VIe siècle[11].
- La Pontaise est le deuxième bâtiment le plus ancien encore debout et daté d'Ardon. Son grand volume et la hauteur de ses pièces rappellent son caractère seigneurial.

### Héraldique
| Blason | Blasonnement : « De gueules à deux clefs croisées en sautoir, celle en bande d'or, celle en barre d'argent. » |

Les armoiries d'Ardon sont attestées à la fin du XVe siècle. Le Dictionnaire historique et biographique de la Suisse attribue ces armoiries aux sires d'Ardon. Les clefs symbolisent Saint-Pierre-de-Clages, qui faisait partie de la seigneurie d'Ardon.

### Fonds d'archives
- Fonds : Ardon, Commune (1300-20e siècle) [4,85 mètres].  Cote : CH AEV, AC Ardon. Sion : Archives de l'État du Valais (présentation en ligne).
- Fonds : Ardon Paroisse (1381-1967) [1,67 mètre].  Cote : CH AEV, AP Ardon. Sion : Archives de l'État du Valais (présentation en ligne).